# Bandiera della Repubblica Ceca
La bandiera della Repubblica Ceca è la stessa che appartenne alla Cecoslovacchia. Con la dissoluzione della Cecoslovacchia, la Repubblica Ceca mantenne la bandiera, mentre la Slovacchia ne adottò una nuova.
La bandiera contiene i colori rosso e bianco, che derivano dall'antico stemma ceco (leone d'argento in campo rosso); venne aggiunto un triangolo blu sul lato del pennone. La versione senza il triangolo blu è identica alla bandiera della Boemia ed era stata provvisoriamente adottata dalla Cecoslovacchia dopo l'indipendenza acquisita al termine della prima guerra mondiale in seguito al disfacimento dell'Impero austro-ungarico. Il bianco e il rosso erano i colori della Boemia e della Moravia mentre l'azzurro apparteneva per tradizione alla Slovacchia ed inoltre i tre colori erano quelli tradizionali panslavi.
La paternità della bandiera viene talvolta disputata, ma la maggior parte dei vessillologi concordano su Jaroslav Kursa (1875–1950), un archivista del Dipartimento degli Affari Interni, come autore originario dell'aspetto attuale della bandiera. La bandiera venne approvata ufficialmente dall'Assemblea Nazionale della Cecoslovacchia il 30 marzo 1920. Da allora, la bandiera è stata usata ininterrottamente, ad eccezione degli anni di occupazione durante la seconda guerra mondiale. Durante l'occupazione tedesca della Cecoslovacchia, periodo in cui la Cecoslovacchia venne smembrata, con la costituzione dello stato slovacco e del Protettorato di Boemia e Moravia i due stati adottarono la bandiera con gli stessi tre colori, ma a bande orizzontali e con il rosso e il blu invertiti e la bandiera della Slovacchia sostanzialmente identica all'attuale bandiera della Russia.

## Bandiere storiche

Bandiera del Ducato di Boemia (circa 870-1198)
Stendardo reale medievale delle armi del Regno di Boemia
Bandiera del Regno di Boemia sotto la Monarchia asburgica (fino al 1918)
Bandiera della Prima Repubblica cecoslovacca (1918-1920)
Bandiera della Cecoslovacchia (1918-1919)
Bandiera della Cecoslovacchia (proposta del 1920)
Bandiera del Protettorato di Boemia e Moravia (1939-1945)
Bandiera della Cecoslovacchia (1920-1939 e 1945-1992)

### Cecoslovacchia

Bandiera della Cecoslovacchia (1920-1938, 1945-1993)
Insegna navale della Cecoslovacchia (1935–1939, 1945–1955)
Insegna navale della Cecoslovacchia (1955–1960)
Bandiera dell'Esercito popolare cecoslovacco (1960-1990)